# Albert Abrams
Albert Abrams (San Francisco, 8 dicembre 1863 – San Francisco, 13 gennaio 1924) è stato un medico e inventore statunitense, molto noto in vita per aver inventato macchine che secondo lui potevano diagnosticare e curare la maggior parte delle malattie.
Tali affermazioni vennero contestate fin dall'inizio e, sia verso la fine della sua vita che poco dopo la sua morte, venne definitivamente dimostrato che le propagandate proprietà diagnostiche e curative delle macchine da lui inventate, erano false e volutamente ingannevoli.

## Biografia
Abrams nacque a San Francisco intorno al 1863 (data incerta in quanto in varie occasioni riferì date diverse comprese tra il 1861 e il 1865). Nel 1910 Abrams pubblica un libro dal nome Spondylotherapy, dove descrive la teoria e la pratica di una tecnica medica da lui chiamata spondylotherapy, tecnica manipolativa non dissimile dalla chiropratica e osteopatia, ma che usa anche impulsi elettrici, per stimolare la colonna vertebrale, in modo da agire sugli organi vicini. Tra il 1910 e il 1918 Abrams pubblica diversi libri su questa tecnica.

## Le Reazioni Elettroniche di Abrams (ERA)
Abrams promosse l'idea che gli elettroni erano l'elemento alla base della vita e diede a questa teoria il nome ERA (Electronic Reactions of Abrams, reazioni elettroniche di Abrams). Introdusse una serie di macchine basate sul presunto principio, in grado secondo lui di analizzare e manipolare la componente elettrica delle cellule, in modo da poter diagnosticare e curare diverse malattie.

### Le macchine
Uno degli apparecchi costruiti e utilizzati da Abrams nelle sue pratiche era il Dynomizer ("dinamizzatore"), che assomigliava vagamente ad una radio. Abrams affermò che, inserendo in questa macchina una sola goccia di sangue fornita dal paziente, o in alternativa un foglio scritto di suo pugno, poteva diagnosticare alcune malattie conosciute, a ognuna delle quali corrispondeva un valore di frequenza oscillatoria, che la macchina, secondo la sua teoria, era in grado di identificare. Eseguì diverse diagnosi su campioni di sangue essiccato inviategli per posta su pezzi di carta. Apparentemente Abrams sostenne persino che con le sue macchine poteva condurre pratiche mediche al telefono e che poteva determinare le caratteristiche di personalità dell'interlocutore.
Il Dynomizer divenne un grande business, dal 1918 i corsi di Spondylotherapy ed ERA costavano circa 200 dollari (lo stesso potere d'acquisto di circa 2 800 dollari nel 2008). L'apparecchiatura veniva affittata a circa 200 dollari, con un canone mensile successivo di cinque dollari. Il locatario doveva firmare un contratto dove si impegnava a non aprire mai il dispositivo; Abrams spiegò che questa regola serviva per evitare che i delicati componenti presenti all'interno della macchina si starassero, ma la regola serviva anche ad evitare che il dispositivo venisse esaminato. Oltre al Dynomizer, utilizzato per la diagnosi, Abrams in seguito costruì una nuova macchina per la terapia, l'Oscilloclast, ossia un dispositivo che "distruggeva" la malattia attraverso le oscillazioni. Secondo quanto affermato dalla sua teoria, analogamente a quanto avveniva per la diagnosi, la cura era somministrata applicando specifiche frequenze sul paziente: il dispositivo era fornito insieme a un'apposita tabella che indicava quale frequenza utilizzare per una specifica malattia.
Spesso gli operatori di Dynomizer tendevano a fare diagnosi allarmanti, che prevedevano la combinazione di gravi malattie come il cancro, il diabete e la sifilide. Abrams stesso inventò una malattia chiamata "sifilide bovina", malattia sconosciuta ad altri medici. Egli affermò che l'Oscilloclast era in grado, usandolo per un certo periodo di tempo, di sconfiggere la maggior parte di queste malattie.
Si stima che nel 1921 ci fossero ben 3 500 professionisti che utilizzavano la tecnologia ERA. I medici convenzionali però restavano estremamente sospettosi.

## Lo scandalo
Nel 1923 un uomo anziano a cui era stato diagnosticato un cancro allo stomaco inoperabile si rivolse ad un professionista ERA, che dopo vari trattamenti lo dichiarò completamente guarito. L'uomo morì dopo un mese e ne seguì un pubblico scandalo.

## Inchiesta
La disputa tra Abrams e i suoi seguaci e l'associazione medica Americana (AMA) fu intensa. Come difensori vennero inclusi l'autore americano radicale Upton Sinclair e lo scrittore Sir Arthur Conan Doyle, il creatore di Sherlock Holmes. La risoluzione della controversia avvenne tramite l'intervento di una terza parte scientificamente rispettata: si trattava della rivista Scientific American. La rivista decise di indagare sulle affermazioni del Dr. Abrams. La Scientific American si era già interessata alla faccenda in quanto alcuni lettori, tramite lettere al direttore del giornale, affermavano che le macchine di Abrams potevano essere una delle più grandi invenzioni del secolo e quindi la questione andava discussa nelle pagine della rivista stessa. Scientific American riunì un team di ricercatori che lavorò insieme ad un anziano socio di Abrams, a cui venne dato lo pseudonimo di "Dottor X".
I ricercatori svilupparono una serie di test, la rivista inoltre chiese anche ai lettori di proporre dei propri test. I ricercatori chiesero al Dottor X di analizzare, tramite la macchina, sei flaconi contenenti agenti patogeni sconosciuti, in modo da identificare questi ultimi. È probabile che il dottor X avesse creduto onestamente nelle macchine di Abrams, infatti permise ai ricercatori scientifici di osservare tutta la sua procedura. Il Dottor X sbagliò a riconoscere il contenuto di tutte e sei le fiale; esaminate le fiale, però, sottolineò che queste avevano etichette in inchiostro rosso e che questo poteva confondere gli strumenti. Gli investigatori gli dettero nuove fiale con nuove etichette con colori diversi: il risultato fu lo stesso, completamente sbagliato come il precedente.
I risultati dei test sono stati pubblicati nella rivista Scientific American e hanno portato ad un prevedibile dibattito tra sostenitori e critici. I ricercatori continuarono nel loro lavoro, Abrams si offrì di collaborare con gli inquirenti, ma in realtà non lo fece mai, adducendo ogni volta vari pretesti. Abrams non partecipò mai effettivamente alla ricerca e in una pubblicazione su ERA affermò che era vittima di un'ingiusta persecuzione.

## Smascherato
Un membro AMA inviò un campione di sangue ad un collaboratore di Abrams, il quale analizzandolo diagnosticò la malaria, il diabete, il cancro e la sifilide; in realtà il campione di sangue proveniva da un gallo di Plymouth Rock.
Campioni simili vennero inviati ad altri collaboratori di Abrams, molti dei quali dovettero affrontare accuse di frode in tribunale. In un caso, a Jonesboro nell'Arkansas, Abrams venne chiamato direttamente come testimone; non fu però in grado di partecipare perché morì di polmonite il 13 gennaio 1924, poco prima dell'inizio del processo, all'età di 60 anni.
Dopo la morte di Abrams, gli investigatori della Food and Drug Administration aprirono alcune delle sue macchine. Al loro interno, invece dei delicati e sofisticati componenti descritti da Abrams, vennero trovati comuni componenti elettrici, tra cui galvanometri, reostati, bobine per campanelli elettrici e lampadine, collegati insieme senza alcuna logica; si scoprì così che quelle macchine non erano in grado di diagnosticare o curare alcunché. Era ormai chiaro che le apparecchiature esaminate e le teorie alla base del loro funzionamento erano il frutto di una frode deliberata.